# Stazione di Valle delle Noghere
La stazione di Valle delle Noghere è un impianto ferroviario posto in comune di Muggia presso la foce del rio Ospo, sulla riva destra. Fa parte della rete di raccordi industriali costruiti dall'EZIT (Ente Zona Industriale di Trieste).

## Storia
La stazione fu inaugurata nel 1999 come infrastruttura per il traffico merci ma fu utilizzata in pochissime occasioni nei primi anni 2000. Successivamente avrebbe dovuto essere utilizzata per terminalizzare un treno completo settimanale con container cerealicoli per lo stabilimento Pasta Zara, tuttavia la sagoma ridotta delle gallerie, progettate negli anni '50, non ne consentì l'effettuazione. Il treno, attivo solo per alcuni mesi, fu terminalizzato al raccordo Autamarocchi (Canale Industriale) con avvio dei container allo stabilimento con autocarri.
La stazione risulta totalmente abbandonata dagli anni 2010.

## Strutture e impianti
La stazione dispone di un piccolo fabbricato (progettato anche per i viaggiatori) e di tre binari di cui solo il primo dotato di marciapiede, nonché di un binario a raso, per l'intermodalità. Era previsto ed in parte realizzato un raccordo con l'adiacente stabilimento "Pasta Zara" (dal 2020 Barilla), mai completato.